# Revista en línea
Una revista en línea o revista digital es una revista publicada en internet mediante BBS y otras formas de redes informáticas.
Algunas revistas en línea distribuidas a través de la World Wide Web se llaman webzines. Una ezine (o e-zine) es un concepto más especializado que se utiliza para pequeñas revistas y boletines. Algunos grupos de redes sociales pueden utilizar los términos cyberzine o hyperzine para referirse a recursos de distribución electrónica. De modo similar, algunas revistas en línea se autodenominan "revistas electrónicas" o "e-magazines" para reflejar su demografía de lectores o para facilitar los resultados de búsqueda en línea.